# مسابقة كونكاكاف الأولمبية للسيدات 2012
مسابقة اتحاد أمريكا الشمالية الأولمبية للسيدات 2012 هي مسابقة كرة القدم لتحديد الفريقين الذين سيشاركوا في الألعاب الأولمبية الصيفية 2012. ستتقام على ملعب بي سي بليس في فانكوفر، كندا في الفترة ما بين 19 و 29 يناير، 2012.

## التصفيات
جرت تصفيات البطولة في 2011 حيث أسفرت عن تحديد هوية 5 منتخبات أنضمت لمنتخبات كندا، الولايات المتحدة والمكسيك. وقد تأهل فريقين من منطقة الكاريبي في حين ستمثل منطقة أمريكا الوسطى بثلاثة فرق.
عقدت تصفيات منطقة الكاريبي من 29 يونيو إلى 9 يوليو 2011 بنظام المجموعتين من أربعة فرق.
أما مباريات منظقة أمريكا الوسطى أقيمت من 30 سبتمبر إلى 8 أكتوبر بنظام المجموعة الواحدة تضم خمسة فرق.

### الفرق المتأهلة
- كندا
- كوستاريكا
- كوبا
- جمهورية الدومينيكان
- غواتيمالا
- هايتي
- المكسيك
- الولايات المتحدة

## المسابقة النهائية

### دور المجموعات
أجريت قرعة دور المجموعات يوم 24 أكتوبر 2011. وقد تم الإعلان عن جدول المباريات يوم 26 أكتوبر.
سوف تقام جميع المباريات على ملعب بي سي بليس في فانكوفر، كندا. جميع الأوقات حسب التوقيت المحلي.

#### المجموعة الأولى
| فريق      | نقاط | فرق | عليه | له | خ | ت | ف | لعب |
| --------- | ---- | --- | ---- | -- | - | - | - | --- |
| كندا      | 6    | 8+  | 0    | 8  | 0 | 0 | 2 | 2   |
| كوستاريكا | 6    | 4+  | 0    | 4  | 0 | 0 | 2 | 2   |
| كوبا      | 0    | 4−  | 4    | 0  | 2 | 0 | 0 | 2   |
| هايتي     | 0    | 8−  | 8    | 0  | 2 | 0 | 0 | 2   |

| كوستاريكا                | 0 – 2 | كوبا |
| ------------------------ | ----- | ---- |
| روساليس 11' · أكوستا 55' | تقرير |      |

| كندا                                                       | 0 – 6 | هايتي |
| ---------------------------------------------------------- | ----- | ----- |
| جوليا 7' · سينكلير 25'، 44'، 56'، 86' (ركل.) · باركر 90+2' | تقرير |       |

| هايتي | 2 – 0 | كوستاريكا       |
| ----- | ----- | --------------- |
|       | تقرير | أكوستا 49'، 57' |

| كندا                              | 0 – 2 | كوبا |
| --------------------------------- | ----- | ---- |
| سينكلير 17' (ركل.) · تانكريدي 24' | تقرير |      |

| كوبا | ضد | هايتي |
| ---- | -- | ----- |
|      |    |       |

| كندا | ضد | كوستاريكا |
| ---- | -- | --------- |
|      |    |           |

#### المجموعة الثانية
| فريق                | نقاط | فرق | عليه | له | خ | ت | ف | لعب |
| ------------------- | ---- | --- | ---- | -- | - | - | - | --- |
| الولايات المتحدة    | 3    | 14+ | 0    | 14 | 0 | 0 | 1 | 1   |
| المكسيك             | 3    | 5+  | 0    | 5  | 0 | 0 | 1 | 1   |
| غواتيمالا           | 0    | 5−  | 5    | 0  | 1 | 0 | 0 | 1   |
| جمهورية الدومينيكان | 0    | 14− | 14   | 0  | 1 | 0 | 0 | 1   |

| المكسيك                                              | 0 – 5 | غواتيمالا |
| ---------------------------------------------------- | ----- | --------- |
| دياز 12' · دومينغيز 24'، 44'، 67' (ركل.) · غارزا 38' | تقرير |           |

| جمهورية الدومينيكان | 14 – 0 | الولايات المتحدة |
| ------------------- | ------ | --- |
|                     | تقرير  | وامباك 1'، 19' · لويد 4' · بيوهلر 7' · أوريلي 17'، 32'، 78' · هيث 30' · رودريغيز 46'، 48'، 58'، 70'، 75' · تشيني 64' |

| المكسيك | ضد | جمهورية الدومينيكان |
| ------- | -- | ------------------- |
|         |    |                     |

| الولايات المتحدة | ضد | غواتيمالا |
| ---------------- | -- | --------- |
|                  |    |           |

| غواتيمالا | ضد | جمهورية الدومينيكان |
| --------- | -- | ------------------- |
|           |    |                     |

| الولايات المتحدة | ضد | المكسيك |
| ---------------- | -- | ------- |
|                  |    |         |

## وصلات خارجية
- - تصفيات كونكاكاف الأولمبية للسيدات 2012